# The New Age
Denna artikel handlar om albumet.  För nyandlighet, se New Age.  För musikstilen, se New Age (musik).
The New Age är ett album av den amerikanska bluesrockgruppen Canned Heat från 1973 (inspelat i november och december 1972).
Vid denna tid bestod Canned Heat av sångaren Bob Hite, batteristen Adolfo de la Parra, gitarristerna Henry Vestine och James Shane, basisten Richard Hite samt organisten Ed Beyer. Endast de tre förstnämnda återstod från gruppens storhetstid i slutet av 1960-talet och det är värt att notera att det var de tre nya medlemmarna som svarade för text och musik till nästan hela albumet. På låten "Lookin' For My Rainbow" medverkade gospelsångerskan Clara Ward och The Clara Ward Singers. 
Ward avled i januari 1973, det vill säga bara någon månad efter inspelningen, och albumet är dedicerat till hennes minne. The New Age, som producerades av Skip Taylor blev ingen större framgång och albumet blev gruppens sista på skivbolaget United Artists. Låten "Harley Davidson Blues" har dock fått en viss kultstatus, inte minst bland motorcykelentusiaster, och den ingick ännu i början av 2000-talet ofta i gruppens liverepertoar. 
Den kände rockkritikern Lester Bangs skrev en nedgörande recension av The New Age i Rolling Stone, vilket uppges ha varit anledningen till att han fick lämna tidskriften.

## Låtar på albumet
1. Keep It Clean (Richard Hite)
2. Harley Davidson Blues (James Shane)
3. Don't Deceive Me (Richard Hite)
4. You Can Run, But You Sure Can't Hide (Ed Beyer)
5. Lookin' For My Rainbow (James Shane)
6. Rock & Roll Music (Richard Hite)
7. Framed (Jerry Leiber, Mike Stoller)
8. Election Blues (Ed Beyer)
9. So Long Wrong (James Shane)